# Podivná pohostinnost
Podivná pohostinnost (v anglickém originále The Comfort of Strangers) je britsko-italský film z roku 1990, který natočil režisér Paul Schrader. Autorem scénáře, který je adaptací románu Cizinci ve městě (1981) od Iana McEwana, je Harold Pinter. Hlavní role ve filmu ztvárnili Rupert Everett, Natasha Richardson Christopher Walken a Helen Mirrenová. Hudbu složil Angelo Badalamenti. Film pojednává o anglickém páru na dovolené v Benátkách, kde potkají muže jménem Robert (majitel baru) a později i jeho manželku. Později se ukáže, že Robert anglický pár již delší dobu sledoval.